# Beweging voor het oude proza
De Beweging voor het oude proza (guwen yundong, 古文運動) was een Chinese literaire stroming uit de late Tang en Song-dynastie. Men wilde terug naar de klaarheid en precisie van het guwen, het proza in de oude stijl van Shiji en de filosofen uit de periode van de Strijdende Staten in plaats van het bloemrijke taalgebruik van het parallelle proza (pianwen, 駢體文) dat werd bekritiseerd als te sierlijk ten koste van de inhoud.
Het doel van de beweging was de geest van het proza van de Han dynastie te volgen. Zij gebruikten elementen als informele taal om hun schrijven meer direct te maken.
De beweging had ook politieke en religieuze aspecten. Confucianistische geleerden probeerden de invloed van Taoïsme en Boeddhisme tegen te gaan. Sommigen zagen het als een effectief gereedschap om corruptie en zwakheid in de centrale regering tegen te gaan. 
De eerste grote promotors waren Han Yu (768-824) en Liu Zongyuan (773-819). Zij waren niet alleen goede schrijvers maar ook belangrijke theoretici. Zij gaven de basis aan de beweging. Zij onderwezen jonge mensen zodat de beweging zich kon ontwikkelen. 
Na de dood van Han Yu en Liu Zongyuan werd de invloed van de beweging minder en leidde onder de Tang niet tot een blijvende verandering in de prozastijl.
In de elfde eeuw herleefde de belangstelling voor het guwen weer. De belangrijkste gebruiker van deze stijl was Ouyang Xiu (1007-1072). Deze opleving hield nauw verband met de opkomst van het neo-confucianisme als herbezinning op de oude confucianistische waarden en met de opkomst van een klasse van ambtenaren-literaten die zich konden beroepen op behaalde resultaten bij het examensysteem en niet meer uitsluitend op hun afkomst. 